# آرتینگتون، یورک‌شر غربی
آرتینگتون (به انگلیسی: Arthington) یک روستا و محله مدنی در بریتانیا است که در سیتی لیدز واقع شده‌است. آرتینگتون ۵۳۲ نفر جمعیت دارد.